# Nyamko Sabuni
Nyamko Ana Sabuni, née le 31 mars 1969 à Bujumbura, est une femme politique suédoise, dirigeante du parti Les Libéraux (L) de 2019 à 2022. Elle est ministre de l'Égalité des genres et de l'Intégration entre 2006 et 2010, puis de l'Égalité des genres de 2010 à 2013.

## Biographie

### Enfance et jeunesse
Nyamko Sabuni arrive en Suède en 1981 alors qu'elle suit son père, militant socialiste en exil. Après avoir envisagé de devenir médecin, elle se lance dans des études de droit.

### Parcours politique

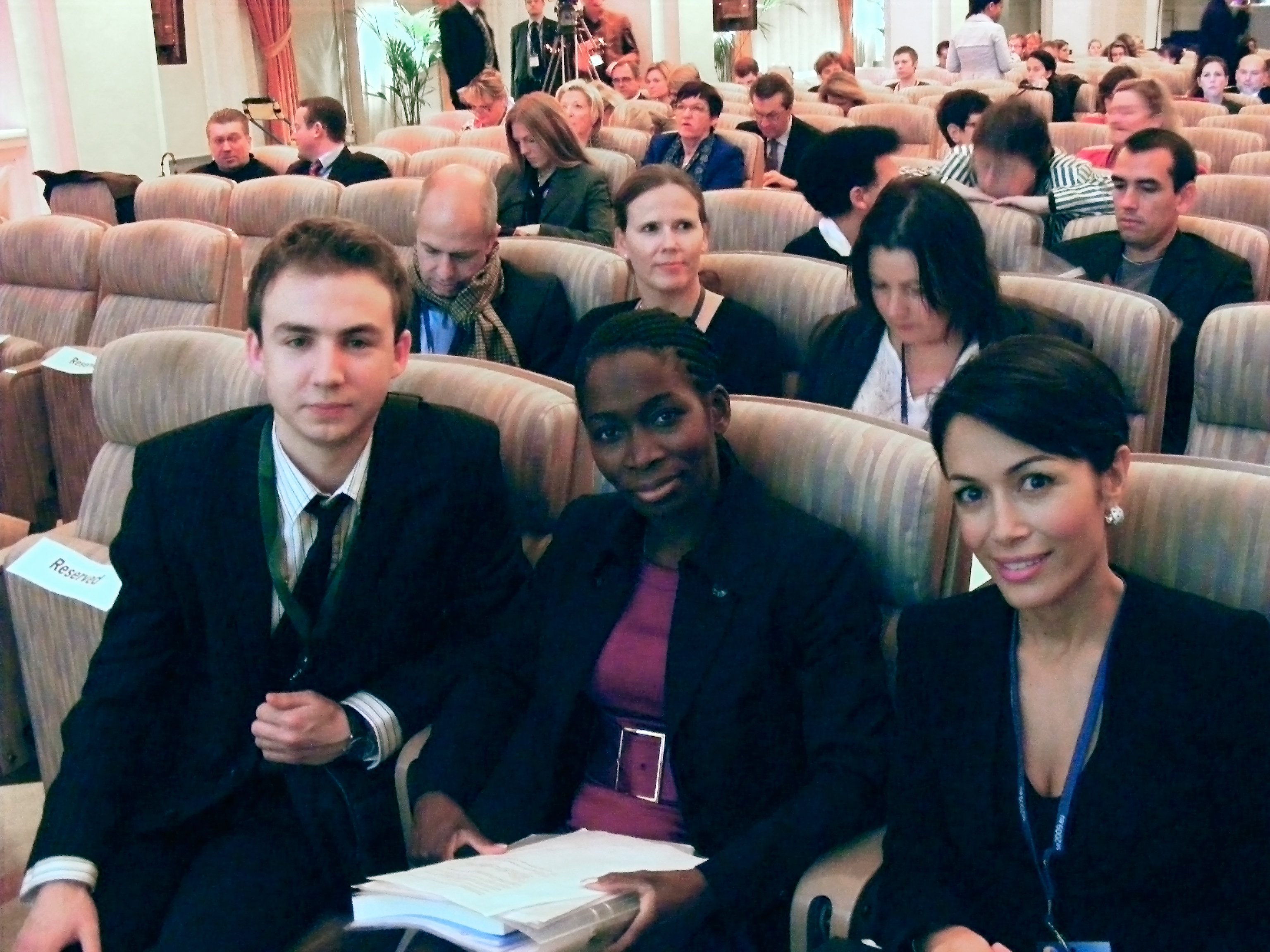
Paweł Rogaliński, Nyamko Sabuni et Mara Carfagna au cours de la troisième sommet de l'égalité à Stockholm en 2009.

Elle entre en politique pour devenir membre du comité directeur du Parti du peuple - Les Libéraux en 1998.
Élue députée au Riksdag en 2002, elle est nommée ministre de l'Égalité des genres et de l'Intégration le 6 octobre 2006 dans le gouvernement de centre droit du conservateur Fredrik Reinfeldt. Elle est la première personnalité noire à atteindre un tel niveau de responsabilités. En 2010, elle perd le portefeuille de l'Intégration.
Elle démissionne du gouvernement le 21 janvier 2013 et de son mandat parlementaire le lendemain, se retirant ainsi de la vie politique.
Elle est de retour dans la vie politique quand elle est élue première secrétaire des Libéraux le 28 juin 2019.

### Démission
Le 8 avril 2022 Nyamko Sabuni annonce sa démission immédiate de la direction des Libéraux. Johan Pehrson la remplace tant que secrétaire général intérimaire.